# Frank Landkroon
Frank Landkroon (1971) is een Nederlands voormalig korfballer. Landkroon werd tweemaal topscoorder van Nederland in de hoogste zaalcompetitie. Hij speelde ook één officiële interland met het Nederlands korfbalteam.
De broer van Landkroon, Benno Landkroon, speelde ook korfbal op het hoogste niveau.

## Spelerscarrière

### AKC
Landkroon begon zijn carrière als speler bij AKC uit Almelo. 
Landkroon speelde in het 1 team dat in 1990 in de zaal naar de Hoofdklasse promoveerde.
Zodoende speelde AKC in seizoen 1990-1991 in de zaal in de Hoofdklasse, wat de hoogste korfbalklasse was. AKC kwam terecht in een poule met grote clubs, zoals Deetos en ROHDA.
Als debutant had de ploeg het lastig, maar wist zich te handhaven. Ook was er individueel succes voor Landkroon, want hij werd dit seizoen verkozen tot Beste Debutant van het Jaar. Iets later, in de veldcompetitie wist AKC ook kampioen te worden om zo naar de Hoofdklasse te promoveren.
Hierdoor speelde AKC in seizoen 1991-1992 in beide competities in de Hoofdklasse.
In de zaalcompetitie werd Landkroon met 74 goals de topscoorder van Nederland. AKC werd zelfs 3e in de Hoofdklasse B.
Het seizoen erop, 1992-1993 deed AKC het nog beter. In de zaal was de 3e plaats het eindresultaat, maar op het veld werd de ploeg 2e. Deze plek was voldoende voor play-offs.
In de kruisfinale won AKC met 14-12 van het Amsterdamse ROHDA, waardoor het zich plaatste voor de veldfinale. In deze eindstrijd was PKC echter te sterk in 2 wedstrijden, waardoor AKC genoegen moest nemen met zilver.
Landkroon kreeg in oktober 1995 een conflict met de club en besloot tijdens het seizoen te stoppen. Hij sloot zich aan bij een andere club, namelijk KV Amicitia uit Vriezenveen.

### DOS-WK
Landkroon stopte in 1995 bij AKC, op 24-jarige leeftijd en op de toppen van zijn kunnen. Om toch nog op hoog niveau te korfballen sloot hij zich aan bij DOS-WK, een club uit Enschede.
Met DOS-WK werd Landkroon in 2000 kampioen in de zaalcompetitie en promoveerde naar de Hoofdklasse. Zodoende was Landkroon in seizoen 2000-2001 weer terug op het hoogste niveau.
De ploeg wist zich in de zaal in de Hoofdklasse te handhaven en in de veldcompetitie werd promotie naar de Hoofdklasse behaald.
Hierdoor speelde DOS-WK in 2001-2002 in beide competities in de Hoofdklasse. In de zaal werd de ploeg 3e en miste net de nacompetitie. In de veldcompetitie ging het echter mis en kwam de ploeg in de degradatiepoule terecht.
De ploeg eindigde als 3e en moest een degradatieduel spelen. DOS-WK verloor deze wedstrijd van DVO met 21-20, waardoor het degradeerde.
Seizoen 2002-2003 was een seizoen met 2 gezichten voor DOS-WK. In de zaal speelde de ploeg Hoofdklasse en deed de ploeg het erg goed. Sterker nog, de ploeg werd 2e in de Hoofdklasse A waardoor het zich plaatste voor de play-offs. Hier verloor de ploeg van PKC, waardoor het seizoen hier ophield. In de veldcompetitie speelde DOS-WK echter niet in de Hoofdklasse, maar werd het wel kampioen in de Overgangsklasse.
In seizoen 2003-2004 speelde DOS-WK weer zowel op het veld als in de zaal in de Hoofdklasse. In de zaal werd Landkroon met 86 goals voor de tweede keer in zijn carrière de topscoorder van Nederland. Het was echter niet voldoende om in de play-offs terecht te komen. In de veldcompetitie lukte dit wel en stond DOS-WK in de kruisfinale tegen KV Die Haghe. DOS-WK verloor de wedstrijd met 21-13.
Seizoen 2004-2005 was het laatste seizoen voor Landkroon als speler op het hoogste niveau. Met DOS-WK werd hij in de zaal 3e en miste nipt de play-offs. In de veldcompetitie kwam de ploeg wel weer in de kruisfinale terecht, net als het seizoen ervoor. Ook dit maal was PKC de tegenstander en ook dit maal verloor DOS-WK de kruisfinale.

## Erelijst
- Beste Debutant van het Jaar, 1x (1991)

## Oranje
Landkroon speelde 1 officiële interland namens het Nederlands korfbalteam. Dit betrof een veldwedstrijd. Deze wedstrijd vond plaats in oktober 1993. Hij maakte 4 treffers.

## Coach

### DOS-WK
In 2006 werd Landkroon de nieuwe hoofdcoach van DOS-WK, de ploeg waar hij zelf jaren had gespeeld. Hij verving hiermee vertrekkend coach Erik Wolsink. In seizoen 2006-2007 speelde DOS-WK in de zaal en op het veld in de hoogste klasse. In de nieuw opgezette zaalcompetitie, de Korfbal League werd de club echter 10e met 9 punten uit 18 wedstrijden. Hierdoor was directe degradatie terug naar de Hoofdklasse een feit. In de veldcompetitie haalde DOS-WK wel de kampioenspoule, maar kon geen play-offs bereiken.
In het seizoen erna, 2007-2008 kwam de ploeg in de veldcompetitie in de degradatiepoule terecht. In een beslissingsduel voor degradatie speelde DOS-WK tegen HKV/Ons Eibernest, maar verloor met 21-20, waardoor de ploeg nu ook in de veldcompetitie uit de hoogste klasse degradeerde.
In de zaalcompetitie werd DOS-WK in de Hoofdklasse A ook laatste en degradeerde naar de Overgangsklasse.
In 2015 stopte Landkroon als coach bij DOS-WK.

### Achilles en Nääs
Tussen 2015 en 2018 was Landkroon hoofdcoach bij CKV Achilles Almelo. 
Vanaf 2018 werd Landkroon de coach bij E.K.C. Nääs.